# Zachariasz Kopysteński

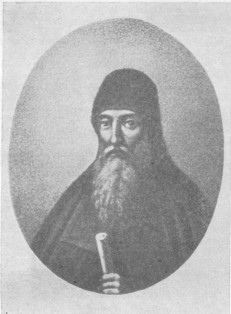
Zachariasz Kopysteński

Zachariasz Kopysteński (ukr. Захарія Копистенський; ur. w Przemyślu, rok nieznany, zm. 21 marca 1627 w Kijowie) – ukraiński pisarz, polemista, działacz środowisk prawosławnych.

## Życiorys
Urodzony w Przemyślu w szlacheckiej rodzinie herbu Leliwa. Wykształcenie zdobył w szkole Bractwa Lwowskiego. Absolwent Akademii Ostrogskiej. Władał biegle greką i łaciną. W 1616 r. przeniósł się do Kijowa i wstąpił do Bractwa Kijowskiego, gdzie rozwinął działalność i polemiczno-literacką, i wydawniczą. W 1616 r. napisał przedmowę do „Czasoslova” («Часослова») – pierwszej księgi wydanej przez drukarnię kijowsko-peczerską. 20 listopada 1624 r. został archimandrytą ławry Kijowsko-Pieczerskiej.
Autor traktatów teologicznych: Knyha pro wiru jedynu... (Книга про віру єдину..., 1619–1621), Knyha pro prawdywu jednist' prawosławnych chrystyjan (Книга про правдиву єдність православних християн, 1623), przedmowy do Besidy Iwana Zołotoustoho (Бесіда Івана Золотоустого, 1623) i Nomokanona (Номоканон, 1624), kazań Na pohreb J. Płetenećkoho (На погреб Є. Плетенецького, 1623).
Największe znaczenie miał jego polemiczny utwór Palinodija, abo knyha oborony (Палінодія, або книга оборони, 1621–1622), który stanowił odpowiedź na traktat unijnego działacza L. Krewzy Obrona jedności cerkiewnej albo dowody, którymi się pokazuje, iż grecka cerkiew z łacińską ma być zjednoczona. Wilno 1617.  (Оборона унії). Palinodija skierowana była przeciwko katolicyzmowi i unii brzeskiej i wyrażała ideę zjednoczenia narodów wschodniosłowiańskich. Składa się ze wstępu i 4 części. Autor uważa za zaborczą politykę Polski i Watykanu w stosunku do Ukrainy i Białorusi, podpierając się fragmentami z dziejów Kościoła, twierdząc, że kłótnie doprowadziły do rozłamu wspólnoty religijnej. W Palinodiji wykorzystano liczne źródła: utwory antycznych, bizantyjskich i zachodnioeuropejskich historyków, literaturę cerkiewno-historyczną, polskie kroniki, staroruskie latopisy i ówczesną publicystykę antyunijną. Palinodija była traktowana jak leksykon, encyklopedia i była chętnie cytowana przez prawosławnych.
Knyha pro prawdywu jednist' prawosławnych chrystyjan (Книга про правдиву єдність православних християн, 1623), tj. Księga o prawdziwej jedności składa się z 2 rozdziałów i rozstrzyga kwestię zasad zjednoczenia wyznaniowego, które nie powinno być krzywdzące dla żadnej ze stron. Autor oskarża projekt unijny w Brześciu, w wyniku którego świat prawosławny utracił jedność.